# ノクターンブギ
『ノクターンブギ』は、森田と純平の監督による日本のWebアニメ。2020年7月10日よりGYAO!、YouTubeにて毎週金曜23時に配信されている。1話約7分。ナレーションは田代哲哉。
新型コロナウイルスの感染が拡大する中での新しい制作スタイルとして、完全リモート作業で制作されている。
本作は、シェアハウスを舞台に、自分たちの正体を隠しながら生活しているモンスターたちと一人の人間を描いている。

## 登場キャラクター
夢仲 魔理（ゆめなか まり）/ マリオッタ・ミュウ・アルシオン
声 - 瀬戸麻沙美
サキュバス。「至高の夢魔」と呼ばれる最強のサキュバスの姉を持つが、それと比べると自分は「落ちこぼれサキュバス」だと称している。恋愛経験がなく、恋愛雑誌の情報を信用している。
久結 霧矢（きゅうけつ きりや） / キュリア・カム・ヘイザー
声 - 山下誠一郎
吸血鬼。ヘイザー家の者。女性の血を吸わないと生きていけないが、女性が苦手で、男性が好き。
大噛美 瑠衣（おおかみ るい）/ ルイビー・バンクネス
声 - 吉田仁美
狼女。丸いものを見るとすぐ変身してしまう。毛深いのがコンプレックス。
桜来 清（おうらい きよし）/ モモキヨ
声 - 鈴木裕斗
キョンシー。こめかみの模様に触れられると仮死状態になってしまう。
井戸柳 たま子（いどやなぎ たまこ）
声 - 早見沙織
幽霊。撮る写真がすべて心霊写真になってしまい困っている。
影山 狩宇（かげやま しゅう）
声 - 小山剛志
人間。表向きは私立探偵だが、人外に憎しみを持っているため真の仕事はダークハンターをしている。探偵をしているが、実質的にシェフな仕事をしており、持っている道具はダークハンターの武器を除いて料理道具である。